# Federico V di Norimberga
Federico V di Norimberga (1333 – 21 gennaio 1398) fu burgravio di Norimberga, Bayreuth-Kulmbach e Ansbach e principe dell'Impero della dinastia degli Hohenzollern.

## Biografia
Figlio di Giovanni II e di Elisabetta di Henneberg.
Nominato burgravio di Norimberga, Bayreuth (con l'aggiunta del territorio di Kulmbach) e Ansbach alla morte del padre nel 1357, ottenne successivamente, per i grandi meriti verso il Sacro Romano Impero, di essere proclamato principe dell'Impero nel 1363.

## Matrimonio ed eredi
Sposò Elisabetta di Meißen, nel 1350, dalla quale ebbe nove figli:
- Beatrice (1355-1414), che sposò Alberto III d'Asburgo;
- Elisabetta (1358-1411), che sposò Roberto del Palatinato;
- Agnese (1366-1432);
- Margherita (1367-1406), sposò Ermanno II d'Assia;
- Giovanni (1369-1420);
- Federico (1371-1440);
- Anna (1375-1392);
- Caterina (1375-1409);
- Veronica di Hohenzollern, sposò Barnim VI di Pomerania-Wolgast.

## Ascendenza
|                                        |   |                               | Genitori |  |  | Nonni |  |  | Bisnonni                   |  |  | Trisnonni                 |  |
|                                        |   |                               |          |  |  |       |  |  | Federico III di Norimberga |  |  | Corrado III di Norimberga |  |
|                                        |   |                               |          |  |  |       |  |  | Federico III di Norimberga |  |  | Corrado III di Norimberga |  |
|                                        |   | Cunegonda d'Asburgo           |          |  |  |       |  |  | Federico III di Norimberga |  |  |                           |  |
| Federico IV di Norimberga              |   |                               |          |  |  |       |  |  | Federico III di Norimberga |  |  |                           |  |
|                                        |   | Elisabetta di Andechs-Merania | …        |  |  |       |  |  |                            |  |  |                           |  |
|                                        |   | Elisabetta di Andechs-Merania | …        |  |  |       |  |  |                            |  |  |                           |  |
|                                        |   | Elisabetta di Andechs-Merania | …        |  |  |       |  |  |                            |  |  |                           |  |
| Giovanni II di Norimberga              |   | Elisabetta di Andechs-Merania |          |  |  |       |  |  |                            |  |  |                           |  |
|                                        |   | …                             | …        |  |  |       |  |  |                            |  |  |                           |  |
|                                        |   | …                             | …        |  |  |       |  |  |                            |  |  |                           |  |
|                                        |   | …                             | …        |  |  |       |  |  |                            |  |  |                           |  |
| Margherita di Carinzia                 |   | …                             |          |  |  |       |  |  |                            |  |  |                           |  |
|                                        |   | …                             | …        |  |  |       |  |  |                            |  |  |                           |  |
|                                        |   | …                             | …        |  |  |       |  |  |                            |  |  |                           |  |
|                                        |   | …                             | …        |  |  |       |  |  |                            |  |  |                           |  |
| Federico V di Norimebrga               |   | …                             |          |  |  |       |  |  |                            |  |  |                           |  |
|                                        | … | …                             |          |  |  |       |  |  |                            |  |  |                           |  |
|                                        | … | …                             |          |  |  |       |  |  |                            |  |  |                           |  |
|                                        | … | …                             |          |  |  |       |  |  |                            |  |  |                           |  |
| Bertoldo VII di Henneberg-Schleusingen | … |                               |          |  |  |       |  |  |                            |  |  |                           |  |
|                                        |   | …                             | …        |  |  |       |  |  |                            |  |  |                           |  |
|                                        |   | …                             | …        |  |  |       |  |  |                            |  |  |                           |  |
|                                        |   | …                             | …        |  |  |       |  |  |                            |  |  |                           |  |
| Elisabetta di Henneberg                |   | …                             |          |  |  |       |  |  |                            |  |  |                           |  |
|                                        |   | …                             | …        |  |  |       |  |  |                            |  |  |                           |  |
|                                        |   | …                             | …        |  |  |       |  |  |                            |  |  |                           |  |
|                                        |   | …                             | …        |  |  |       |  |  |                            |  |  |                           |  |
| Adelaide d'Assia                       |   | …                             |          |  |  |       |  |  |                            |  |  |                           |  |
|                                        |   | …                             | …        |  |  |       |  |  |                            |  |  |                           |  |
|                                        |   | …                             | …        |  |  |       |  |  |                            |  |  |                           |  |
|                                        |   | …                             | …        |  |  |       |  |  |                            |  |  |                           |  |
|                                        |   | …                             |          |  |  |       |  |  |                            |  |  |                           |  |